# Сабор епископа Украјинске православне цркве
Сабор епископа Украјинске православне цркве (укр. Собор єпископів Української Православної Церкви) има сву пуноћу власти у периоду између два засједања Сабора Украјинске православне цркве.

## Састав
Сабор епископа се састоји из епархијских архијереја, као и викарних архијереја који руководе синодалним установама и духовним академијама. Предсједник је митрополит кијевски и све Украјине (или мјестобљуститељ).
Сазива га митрополит (или мјестобљуститељ) најмање једном годишње. Сабор епископа доноси одлуке простом већином гласова, осим у случајевима гдје је другачије предвиђено саборским пословником. Кворум чине 2/3 саборских чланова.

## Дјелокруг
По Уставу о управи Украјинске православне цркве (укр. Статут про управління Української Православної Церкви) Сабор епископа има надлежност да одлучује о свим питањима која се тичу живота Украјинске православне цркве.
У периоду између два засједања Сабора Украјинске православне цркве Сабор епископа је овлашћен да:
- усваја допуне и измјене Устава о управи Украјинске православне цркве уз накнадну потврду Сабора УПЦ;
- доноси Статут Кијевске митрополије УПЦ, као и његове измјене и допуне;
- доноси одлуку о укидању Кијевске митрополије УПЦ.

Сабор епископа бира митрополита кијевског и све Украјине и највиши је црквени суд.